# José María Marqués y García
José María Marqués y García (Tortosa, 1862-Barcelona, 1938) fue un pintor español.

## Biografía
Nacido en la localidad tarraconense de Tortosa en 1862, estudió dibujo y pintura en el taller de su padre, Manuel Marqués. Fue discípulo de la Academia de Bellas Artes de Barcelona. Viajó después por España, Italia y todo el centro de Europa, tomando numerosos apuntes en las regiones que visitó. En 1882 obtuvo una medalla de progreso en la Exposición de Villanueva y Geltrú. En la Universal de Barcelona de 1888 presentó los cuadros Quants Deus hi há?, San Francisco de Asís, Jardinera catalana y un retrato. En la general de Bellas Artes de 1891 presentó dos retratos, uno de ellos de Gayarre, los cuadros Declaración de amor, Una consulta y Caza de patos. En la revista La Ilustración Artística (Barcelona, 1885) se publicó el retrato de Marqués y copia de varios trabajos ejecutados en sus viajes por Italia y Suiza. Sus cuadros se vendieron en Nueva York, Londres, París, Milán y Barcelona. Cultivó diversos géneros. Falleció en Barcelona a finales de noviembre de 1938, en concreto el 25 de noviembre. Fue padre de Antonio Marqués Puig, músico, y José María Marqués Puig, pintor.